# Hodossy-Takács Előd
Hodossy-Takács Előd (Sárospatak, 1974. február 25. –) református lelkész, egyetemi tanár.

## Élete
Középiskolai tanulmányait a Sárospatakai Rákóczi Gimnázium/Református Kollégium Gimnáziumában 1988-1992 között végezte. Ezután felvételt nyert a Debreceni Református Hittudományi Egyetemre, ösztöndíjasként 1995-96-ban Austin Presbyterian Theological Seminary egyetemen tanult. Okleveles teológus (1997), református lelkész (1998) végzettséggel rendelkezik. 2008-ban habitált az Evangélikus Hittudományi Egyetemen.
Jelenleg tanszékvezető egyetemi tanár, intézetvezető. A DRHE Doktori Iskola törzstagja.
Nős, négy gyermek édesapja.

## Legfontosabb publikációk
- Hodossy-Takács, Előd: Clash ad Coexistence in Ancient Palestine, In: Verebics Éva Petra, Móricz Nikolett, Kőszeghy Miklós (szerk.): Ein pralles Leben:  Alttestamentliche Studien. Für Jutta Hausmann zum 65. Geburtstag und zur Emeritierung. 355 p., Leipzig: Evangelische Verlangsanstalt, 2017. pp. 343–352., (Arbeiten zur Bibel und ihrer Geschichte; 56.)
- Hodossy-Takács Előd: Isten elveszett háza: Jeruzsálem vaskori temploma, Theologiai Szemle 60: (2) pp. 74–79., 2017.
- Hodossy-Takács Előd : A túlélés kora, Budapest: Magyarországi Református Egyház Kálvin János Kiadója, 2016.
- Hodossy-Takács Előd: Élet a periférián. A vaskori Edóm és Móáb államai, In: Szerk.: Csabai Zoltán, Szerk.: Földi Zsombor, Szerk.: Grüll Tibor, Szerk.: Vér Ádám Ökonómia és ökológia: Tanulmányok az ókori gazdaságtörténet és történeti földrajz köréből. Pécs; Budapest: L'Harmattan; PTE BTK Ókortörténeti Tanszék, 2015. pp. 99–111. (Ókor-Történet-Írás; 3.)
- Hodossy-Takács, Előd: The Uriah Case (Jeremiah 26:20-23), In: Szerk.: Viktor Kókai Nagy, Szerk.: László Sándor Egeresi Propheten der Epochen = Prophets during the Epochs: Festschrift für István Karasszon zum 60. Geburtstag / Studies in Hounour of István Karasszon for his 60th Birthday. Münster: Ugarit Verlag, 2015. pp. 127–135. (Alter Orient und Altes Testament; 426.)
- Hodossy-Takács, Előd: On the Battlefield and Beyond, In: Szerk.: Zsengellér József Rewritten Bible after Fifty Years: Texts, Terms, or Techniques?: A Last Dialogue with Geza Vermes. Leiden; Boston: Brill, 2014. pp. 167–180. (Supplements to the Journal for the Study of Judaism; 166.)
- Hodossy-Takács, Előd: Jerusalem, the Multi-Religious City?, In: Szerk.: Andrea König Glaube und Denken: Mission, Dialog und friedliche Koexistenz/Mission, Dialogoue and Peaceful Co-Existence. Frankfurt am Main; New York: Peter Lang Internationaler Verlag der Wissenschaften, 2010. pp. 153–166.
- Hodossy-Takács Előd: Vezetés és társadalom a bírák korában, Theologiai Szemle 52: (2) pp. 68–74., 2009.
- Hodossy-Takács Előd : Móáb., Budapest: Új Mandátum Kiadó, (kréné. ókori források - ókortörténeti tanulmányok; 9.), 2008.
- Hodossy-Takács Előd : „… Az Úr vezette egymaga …”, Debrecen: Debreceni Református Kollégium, 220 p. (Dissertationes Theologicae; 5.), 2002.